# توماس ويليس برات
توماس ويليس برات (بالإنجليزية: Thomas Willis Pratt) هو مهندس مدني أمريكي، ولد في 1812 في بوسطن في الولايات المتحدة، وتوفي بنفس المكان في 10 يوليو 1875.